# Bataillon de marche 8/15
Le bataillon de marche 8/15 (8e/15e BCC) est une unité de marche de l'Armée française ayant participé à la Seconde Guerre mondiale. Regroupant les restes des 8e et 15e bataillons de chars de combat de la 2e division cuirassée, elle combat avec ses chars B1 bis à la fin de bataille de France en juin 1940.

## Historique
Le 8e et le 15e bataillon de chars de combat sont engagés avec leur division mi-mai 1940 mais la division est encerclée sur l'Oise. Ne parvienne à s'échapper le 20 mai que cinq chars du 8e BCC et huit du 15e BCC. Les chars et leurs équipages sont rassemblés en une seule unité, sous les ordres du chef de bataillon Girier, commandant le 8e BCC. 

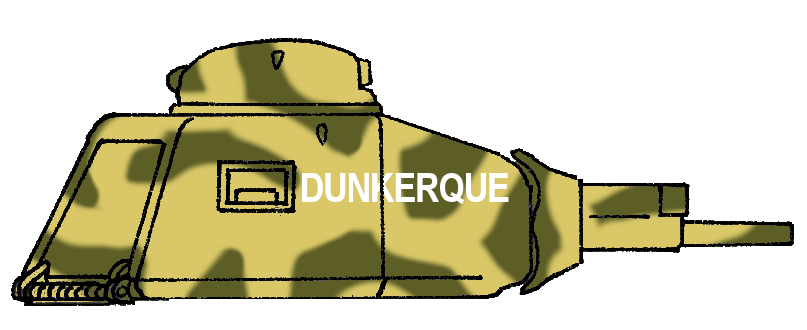
Représentation de la tourelle du B1 Dunkerque de la, début juin 1940.

Le 27-29 mai, le bataillon est réorganisé par le renfort des trois compagnies autonomes de chars de combat (CACC) envoyées renforcer la 2e DCr :  
- la 347e CACC, constituée le 17 mai à Versailles et dotée de douze B1 (ancienne version du B1 bis) et de trois B1 bis qui étaient disponibles ;
- la 348e CACC, constituée le 18 mai[2] avec dix B1 bis neufs[1] ;
- la 349e CACC, constituée le 18 mai[3] avec dix B1 bis neufs[1].

Le bataillon de marche 8/15 est alors réorganisé comme suit :
- la 1re compagnie est formée un B1 bis du 8e BCC, deux du 15e BCC, trois de la 347e CACC et trois chars du 28e BCC qui avaient été envoyés en réparation ;
- la 2e compagnie est la 348e CACC ;
- la 3e compagnie est la 349e CACC ;
- une compagnie d'échelon issue du 8/15[4].

Le bataillon de marche 8/15 est engagé dans la bataille d'Abbeville le 4 juin. Il reste huit chars B disponibles lorsque les Allemands lancent leur offensive sur la Somme. La division retraite ensuite en combattant vers le Sud, avec ses chars B.